# Markušbrijeg
Markušbrijeg is een plaats in de gemeente Lobor in de Kroatische provincie Krapina-Zagorje. De plaats telt 687 inwoners (2001).